# Liste des agents et des gouverneurs du Liberia

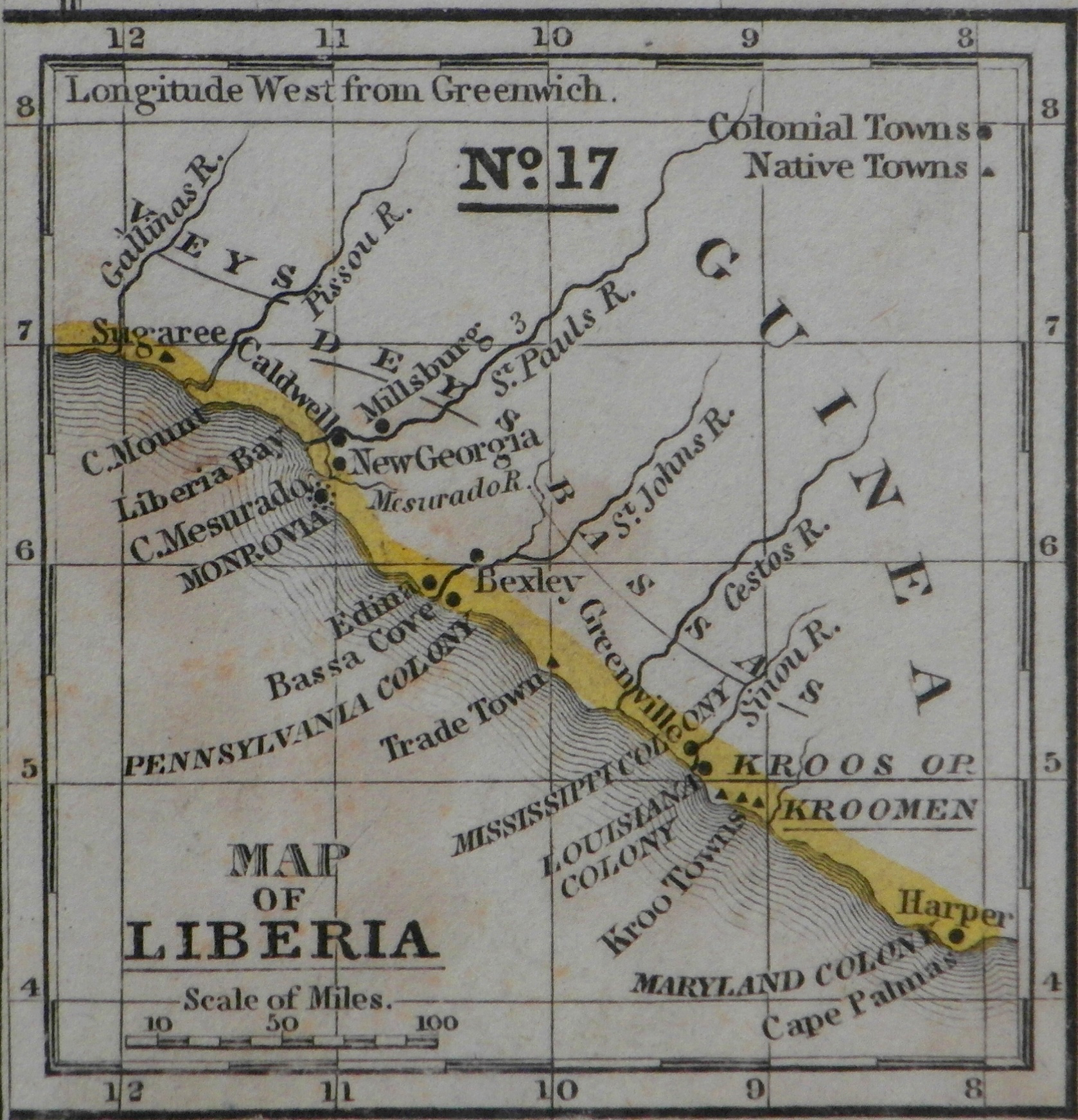
Carte de la colonie du Liberia, 1839.

Voici la liste des agents et des gouverneurs du Liberia, composée de quatorze agents et de deux gouverneurs de l'American Colonization Society de 1822 jusqu'à l'indépendance libérienne en 1847. 
Le dernier gouverneur, Joseph Jenkins Roberts, a également été le premier président du Liberia après que l'indépendance ait été gagnée.
Les couleurs indiquent l'origine ethnique de chaque agent ou gouverneur.

## Liste
| No.                     | Nom                                                         | Nom                   | Début de mandat       | Fin de mandat         | Ethnie                | Ethnie                | Position              |
| Colonie Cape Mesurado   | Colonie Cape Mesurado                                       | Colonie Cape Mesurado | Colonie Cape Mesurado | Colonie Cape Mesurado | Colonie Cape Mesurado | Colonie Cape Mesurado | Colonie Cape Mesurado |
| ----------------------- | ----------------------------------------------------------- | --------------------- | --------------------- | --------------------- | --------------------- | --------------------- | --------------------- |
| 1                       | Eli Ayers                                                   |                       | 15 décembre 1821      | 25 avril 1822         |                       | Blanc                 | Agent colonial        |
| 2                       | Frederick James                                             |                       | 25 avril 1822         | 4 juin 1822           |                       | Noir                  | Agent colonial        |
| 3                       | Elijah Johnson                                              |                       | 4 juin 1822           | 8 août 1822           |                       | Noir                  | Agent colonial        |
| 4                       | Jehudi Ashmun                                               |                       | 8 août 1822           | 2 avril 1823          |                       | Blanc                 | Agent colonial        |
| (3)                     | Elijah Johnson                                              |                       | 2 avril 1823          | 14 août 1823          |                       | Noir                  | Agent colonial        |
| (4)                     | Jehudi Ashmun                                               |                       | 14 août 1823          | 15 août 1824          |                       | Blanc                 | Agent colonial        |
| Colonie du Liberia      |                                                             |                       |                       |                       |                       |                       |                       |
| (4)                     | Jehudi Ashmun                                               |                       | 15 août 1824          | 26 mars 1828          |                       | Blanc                 | Agent colonial        |
| 5                       | Lott Cary (vice-agent)                                      |                       | 26 mars 1828          | 8 novembre 1828       |                       | Noir                  | Agent colonial        |
| 6                       | Colston Waring (vice-agent)                                 |                       | 8 novembre 1828       | 22 décembre 1828      |                       | Noir                  | Agent colonial        |
| 7                       | Richard Randall                                             |                       | 22 décembre 1828      | 19 avril 1829         |                       | Blanc                 | Agent colonial        |
| 8                       | Joseph Mechlin, Jr.                                         |                       | 19 avril 1829         | 27 février 1830       |                       | Blanc                 | Agent colonial        |
| 9                       | John Anderson                                               |                       | 27 février 1830       | 12 avril 1830         |                       | Blanc                 | Agent colonial        |
| 10                      | Anthony D. Williams (vice-agent)                            |                       | 13 avril 1830         | 4 décembre 1830       |                       | Noir                  | Agent colonial        |
| (8)                     | Joseph Mechlin, Jr.                                         |                       | 4 décembre 1830       | 24 septembre 1833     |                       | Blanc                 | Agent colonial        |
| 11                      | George McGill (vice-agent)                                  |                       | 24 septembre 1833     | 1er janvier 1834      |                       | Noir                  | Agent colonial        |
| 12                      | John B. Pinney                                              |                       | 1er janvier 1834      | 10 mai 1835           |                       | Blanc                 | Agent colonial        |
| 13                      | Nathaniel Brander (vice-agent)                              |                       | 10 mai 1835           | 12 août 1835          |                       | Noir                  | Agent colonial        |
| 14                      | Ezekiel Skinner                                             |                       | 12 août 1835          | 25 septembre 1836     |                       | Blanc                 | Agent colonial        |
| (10)                    | Anthony D. Williams (vice-agent puis lieutenant gouverneur) |                       | 25 septembre 1836     | 1er avril 1839        |                       | Noir                  | Agent colonial        |
| Commonwealth du Liberia |                                                             |                       |                       |                       |                       |                       |                       |
| 15                      | Thomas Buchanan                                             |                       | 1er avril 1839        | 3 septembre 1841      |                       | Blanc                 | Gouverneur            |
| 16                      | Joseph Jenkins Roberts                                      |                       | 3 septembre 1841      | 3 janvier 1848        |                       | Noir                  | Gouverneur            |

Joseph Jenkins Roberts devient alors le premier président du Liberia.